# Vladimír Weiss (1939)
Vladimír Weiss (Vrútky, 21 de setembro de 1939 - 23 de abril de 2018) foi um treinador e futebolista eslovaco, que atuava como defensor.
Vladimír Weiss representou a Tchecoslováquia medalha de prata em Tóquio-1964.
Seu filho e seu neto, curiosamente, têm o mesmo nome dele e viraram ambos futebolistas com torneios por suas seleções: Vladímir Weiss filho jogou pela seleção tchecoslovaca na Copa do Mundo FIFA de 1990 e treinou a Eslováquia independente na Copa do Mundo FIFA de 2010. Vladímir Weiss neto jogou esta Copa, treinado pelo próprio pai, e também a Eurocopa 2016 e a Eurocopa 2020.